# Findling (Teusin)

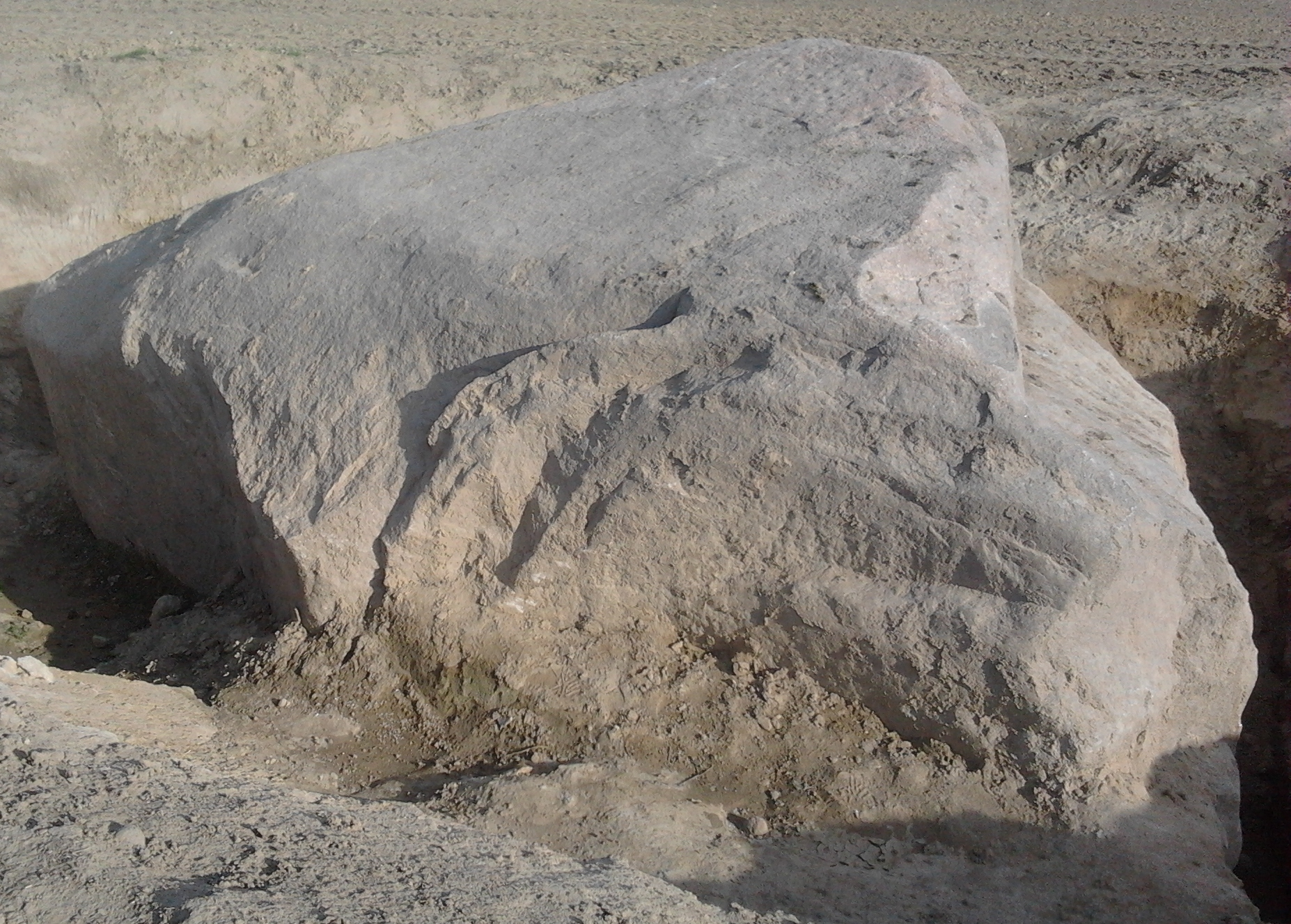

Der eiszeitliche Findling, auch als Davids-Stein bezeichnet, in der Gemarkung des Ortsteils Teusin der Gemeinde Utzedel im Landkreis Mecklenburgische Seenplatte in Mecklenburg-Vorpommern wurde 2016 freigelegt. Mit einem Volumen von rund 84 m3 und einer errechneten Masse von 226 Tonnen ist er nach dem Großen Stein von Altentreptow der zweitgrößte Findling im Landkreis. Wie der Altentreptower Stein besteht er aus Hammergranit, aus der Gegend um Hammeren, vom Norden der Insel Bornholm und wurde wahrscheinlich während der Weichseleiszeit durch Gletscher an seinen jetzigen Standort verbracht.
Der Stein befindet sich inmitten einer landwirtschaftlich genutzten Fläche rund 2 Kilometer südwestlich von Teusin nahe der Gemeindegrenze von Hohenmocker. Von deren Ortsteil Strehlow ist er rund 1 Kilometer entfernt.  Westlich des Findlings verläuft in rund 70 Meter Abstand die Bahnstrecke Berlin–Stralsund. 
Die Lage des Findlings, dessen Spitze aus dem Boden ragte, war bekannt, nicht aber seine Größe. Als Davids-Stein war er Gegenstand einer Sage, die 1920 in der Beilage Am Pommerschen Herd des Demminer Tageblatts abgedruckt wurde. Nach dieser hat David mit dem Stein auf Goliat geworfen und den riesigen Krieger damit erschlagen.
2006 wurde der Stein, der bis dahin nicht in geologischer Fachliteratur erwähnt worden war, durch einen Amateurgeologen neu lokalisiert. Er wurde durch die Naturschutzbehörde des damaligen Landkreises Demmin als geologisches Naturdenkmal eingestuft. Im Februar 2016 wurde der Findling unter Aufsicht des Umweltamtes des Landkreises Mecklenburgische Seenplatte weitgehend freigelegt und vermessen.
Wegen einiger kleiner Vertiefungen auf der Oberseite wird der Findling als Schälchenstein eingeordnet und ist als Bodendenkmal mit der Fundplatznummer 19 für die Gemarkung Teusin geschützt.